# Igreja de Tovik
Igreja de Tovik (em norueguês:  Tovik kirke) é uma igreja paroquial da Igreja da Noruega no município de Tjeldsund, no condado de Troms og Finnmark, na Noruega. Está localizada na aldeia de Tovik. A igreja foi construída em 1905 pelo arquiteto N. Saxegaard. A igreja acomoda cerca de 200 pessoas.